# Hans Georg Emde
Hans Georg Emde (* 28. Juli 1919 in Elberfeld (heute zu Wuppertal); † 15. Februar 2013 in Hachenburg) war ein deutscher Politiker (FDP).

## Leben und Beruf
Emde studierte Volkswirtschaftslehre an der Universität Wien, der Humboldt-Universität Berlin und Ludwig-Maximilians-Universität München. 1948 war er Mitbegründer der FDP im niederbayerischen Eggenfelden. Nach seiner Promotion 1949 über Die Struktur des Personenverkehrs im Rottgau unter besonderer Berücksichtigung des Verhältnisses zwischen Eisenbahn und Kraftverkehr zum Doktor der Politischen Wissenschaften arbeitete er von 1950 bis 1955 bei der Landeszentralbank Nordrhein-Westfalen. Anschließend war er bis 1957 beim Finanzministerium Nordrhein-Westfalen tätig. Von 1958 bis 1961 war er Oberverwaltungsrat beim Landschaftsverband Rheinland. Von 1968 bis 1969 war er kurzzeitig Stadtdirektor von Gummersbach.
Von 1973 bis 1987 gehörte Emde dem Direktorium und dem Zentralbankrat der Deutschen Bundesbank an. Er war von 1972 bis 1989 Mitglied des Kuratoriums der Wolfgang-Döring-Stiftung und anschließend bis 1996 Vorstandsvorsitzender dieser Stiftung. Seither war er Vorsitzender des Kuratoriums. Von 1969 bis 1990 gehörte er dem Beirat der Friedrich-Naumann-Stiftung für die Freiheit an. Emde war Ehrenbürger der Stadt Hachenburg.
Emde wurde am 23. Februar 2013 auf dem Friedhof der Stadt Hachenburg bestattet.
Er war verheiratet und hatte drei Kinder.

## Abgeordneter
Emde gehörte von 1961 bis 1969 dem Deutschen Bundestag an. Vom 19. Februar 1963 bis 1965 gehörte er als Parlamentarischer Geschäftsführer dem Vorstand der FDP-Fraktion an.

## Öffentliche Ämter
Von 1969 bis 1972 war Emde beamteter Staatssekretär beim Bundesministerium der Finanzen bzw. dem Bundesministerium für Wirtschaft und Finanzen.

## Auszeichnungen
- Großes Verdienstkreuz (1973) mit Stern (1977) und Schulterband (1987) der Bundesrepublik Deutschland
- Verdienstorden des Landes Rheinland-Pfalz
- Großkreuz des niederländischen Ordens von Oranien-Nassau